# Mathura
Mathura o Muttra (मथुरा) és una ciutat sagrada de l'Índia a Uttar Pradesh a uns 50 km d'Agra. És capital del districte de Mathura. El seu caràcter de sagrada deriva de ser el suposat lloc de naixement de Krishna al lloc anomenat Krishna-janma-bhoomi, literalment "Lloc de naixement de Krishna". Al cens del 2001 figura amb 298.827 habitants. La seva població fa més de cent anys era el 1872 de 59.281 habitants, el 1881 de 57.724, el 1891 de 61.195, i el 1901 de 60.042, sent la majoria (46.523) hindús i la major part de la resta (12.598) musulmans. El campament militar tenia 2.928 habitants el 1901 i la guarnició la formava un regiment de cavalleria. Tot i el seu caràcter de sagrada l'exèrcit indi hi manté avui dia diverses instal·lacions.

## Història
La ciutat és esmentada al Ramayana. La ciutat va agafar el nom de Madhuvan, del que va derivar Madhupura i després Mathura. Els puranes atribueixen la fundació a Ayu, fill de Pururavas i de la nimfa Urvashi. Els historiadors pensen que el nom de la ciutat derivaria del rei yadava Madhu (vers 1600 aC). Vers el segle vi aC fou la capital del regne de Surasena o Shoorsena, avi de Krishna i dels Pandaves; el regne va estar governat per Kamsa, oncle matern de Krishna.
Al segle iv aC va passar a la dinastia maurya de Magadha; Megastenes que escrivia al segle iii aC esmenta la ciutat amb el nom de Μέθορα (Méthora).; després va passar efímerament als sunga (vers el segle ii aC) per caure tot seguit en mans dels indogrecs de Bactriana probablement abans del 100 aC, fins a la seva fragmentació passant llavors als indoescites o saces en algun moment del segle i aC probablement vers la meitat del segle.
En aquest temps vivia a la ciutat un nombrós grup de jainistes segons les troballes arqueològiques. Alguns dels sàtrapes (khsàtrapes) escites foren Hagamasha i Hagana, que van anar seguits del gran sàtrapa saka Rajuvula. Les excavacions més profitoses a la zona han estat les de Maghera a uns 17 km de Mathura on s'han trobat objectes i algunes inscripcions. Un document important esmenta la donació d'una stupa budista per la reina Nadasi Kasa, esposa del rei indoescita de Mathura, Rajuvula; una altra inscripció esmenta la genealogia de diversos reis ksàtrapes indoescites de Mathura; aquesr Rajuvula segons una altra inscripció hauria eliminat al darrer rei indogrec Estrató II vers l'any 10 i hauria conquerit la seva capital Sagala. Altres inscripcions confirmen la conquesta de Mathura pels sakes i hi ha referències a Kharaosta Kamuio i a Aiyasi Kamuia. El khsàtrapa Yuvaraja Kharostes fou fill d'Arta segons les seves pròpies monedes i aquest Arta era el germà del rei Moga o Maues (vers 80 aC); Aiyasi Kamuia correspon a la princesa Aiyasi Kambojaka o Kambojika, que fou la reina principal del rei saka mahakshatrapa (gran khsàtrapa) Rajuvula. La presència dels kamboges a Mathura és confirmada també pel Mahabharata. Per tant, és possible que sakes i kamboges governessin més o menys units sobre Mathura i Uttar Pradesh; és revelador que el Mahabharata només parla de kamboges i yavanes com els habitants de Mathura, i no es refereix als sakes el que indicaria que per l'èpica els sakes estan inclosos dins els kamboges (segons el Dr. J. L. Kamboj) o que eren considerats el mateix que els yavanes, si bé hi ha la possibilitat que el Mahabharata es refereixi a una primera invasió dels yavanes vers 150 aC. Els khsàtrapes indoescites de Mathura són coneguts com a khsàtrapes septentrionals en oposició als khsàtrapes occidentals que governaven a Gujarat i Malwa. Després de Rajuvula es coneixen diversos successors però ja vassalls dels kushanes, com el gran sàtrapa Kharapallana i el sàtrapa Vanaspara, coneguts per una inscripció a Sarnath, datada el tercer any del kushana Kanishka (vers 130), en la que rendeixen homenatge al sobirà kushana.
Mathura fou un dels dos primers majors centres de producció d'imatges de Buda (l'altra era a Gandhara a l'Afganistan on les imatges eren d'inspiració grecoromana) al segle i. Fou en aquest temps (vers el segle II) que va arribar a la seva màxima esplendor amb la dinastia kushana de la que fou una de les capitals (l'altra era Purushapura moderna Peshawar) amb els reis Kadfises, Kanishka, Huvishka i Vasudeva. Els kushanes van ser patrons del budisme excepte el rei Vasudeo (Bazodeo a les monedes). Kanishka fins i tot va ser hoste del tercer concili budista (Ajatshatru havia estat l'hoste del primer i Asoka del segon); una estàtua de Kanishka trobada a les excavacions està ara al museu de Mathura; s'han trobat també nombroses estàtues de Buda. El peregrí Fa Hien esmenta la ciutat com a centre budista vers el 400. Un altre peregrí, Hsuan Tsang (moderna transcripció: Xuanzang) que va visitar la ciutat el 634 (a la qual dona el nom de Mot'ulo) diu que tenia 20 monestirs budistes i cinc temples bramànics. Després es va dirigir cap a l'est a Thanesar i Jalandhar al Panjab oriental, abans de culminar en la visita als monestirs de Theravada a la vall de Kulu, retornant llavors al sud a Bairat i Mathura.
Quatre segles de silencia donen pas a la suposada destrucció de temples per Mahmud de Gazni a una ciutat anomenada Maharat-ul-Hind el 1018/1019, la qual se suposa que era Mathura. Altre cop un llarg silenci fins al temps de Sikandar Lodi (1489-1517) que vers el 1500 hauria destruït també els temples i fou anomenat But Shikan (Destructor dels ídols). Amb Akbar la tolerància religiosa va permetre recuperar o construir nous temples, però el 1636 Shah Jahan va nomenar un governador amb l'encàrrec de frenar el desenvolupament de la religió hinduista (la idolatria segons els musulmans).
L'emperador Aurangzeb, pietós musulmà, va visitar la ciutat el 1669 i la va rebatejar Islamabad (nom que no va arrelar) destruint diversos temples i capelles, destacant la destrucció del temple de Keshav Dev sobre les ruïnes del qual va construir la mesquita del Divendres o Jamia Masjid. També altres temples van veure néixer mesquites al seu lloc.
Uns anys després de la mort d'Aurangzeb la ciutat va passar a mans dels jats: el 1712 el jat Badan Singh es va proclamar cap dels jats i va establir residència a Sahar on va construir un palau; quan fou vell va distribuir els seus dominis entre els seus fills, donant la part sud-oest de Bharatpur al seu fill petit Pratap Singh, i la resta, incloent Muttra, al fill gran Suraj Mal; a la mort de Badan Singh el seu fill gran es va instal·lar a Bharatpur i va agafar el títol de raja.
El 1748 l'emperador mogol Ahmad Shah Bahadur va convidar al cap jat a unir-se a Holkar sota comandament del nawab Safdar Jang per combatre el revolta rohilla; quan Safdar Jang es va revoltar, Suraj Mal i els seus jats el van seguir, mentre el visir imperial Imad al-Mulk Ghazi al-Din obtenia l'ajut dels marathes. Safdar Jang es va retirar a Oudh i Ghazi al-Din assetjà Bharatpur, però aviat va retornar a Delhi on va deposar Ahmad Shah, i va posar al tron a Alamgir II.
Quan Ahmad Shah Durrani va envair l'Índia el 1757, el seu general Sardar Jahan Khan va intentar imposar tribut a Muttra però com que la població es va retirar a les fortaleses, va ocupar la ciutat i la va saquejar massacrant als habitants que va trobar. El 1759 el nou emperador fou assassinat i el sobirà afganès una vegada més va avançar cap a Delhi. Ghazi al-Din va fugir a Muttra i Bharatpur, i es va unir a la confederació entre marathes i jats que fou destruïda per les forces d'Ahmad Shah Durrani a la batalla de Panipat del gener de 1761. Abans d'aquesta batalla decisiva Suraj Mal havia retirat les seves forces i s'havia dirigit a Agra, de la qual va expulsar els marathes i es va apoderar de Muttra.
Ahmad Shah Durrani va retornar a l'Afganistan i Suraj Mai va considerar el moment oportú per atacar al cap rohilla Najib al-Daula: va marxar cap a Shahdara, a uns 10 km de Delhi, però fou sorprès i capturat per una petita partida de forces imperials, sent executat el 1763. Dos dels seus fills que el van succeir en el comandament foren successivament assassinats i el tercer, Nawal Singh, després de perdre Agra durant la revolta de Zabita Khan, va morir el 1776; el quart fill, Ranjit Singh, va heretar Bharatpur amb només un petit territori.
Durant la guerra entre els Sindhia i els prínceps rajputs el 1788, els primers van aconseguir l'ajut dels jats per defensar Agra, llavors dominada pels Sindhia i assetjada per Ghulam Kadir. El 1803 Ranjit Singh de Bharatpur va donar suport a Lord Lake en la seva campanya contra Sindhia amb una força de cinc mil cavallers jats i quan els marathes foren derrotats va rebre com a recompensa la part sud-oest del territori de Muttra, amb Kishangarh i Rewari. El 1804 va donar refugi a Jaswant I Rao Holkar que fugia després de la batalla de Dig, i això va portar al setge de Bharatpur per Lord Lake i encara que la capital no va poder ser conquerida, els territoris que li havien estat cedits el 1803 foren perduts.
El territori de Muttra fou repartit inicialment entre els districtes de Farrukhabad, Etawah i Agra el 1803, i el 1804 les parganes que havien estat incloses a Farrukhabad i Etawah foren transferides a Aligarh. El 1823 es va formar el districte de Sadabad amb capital a Sadabad, que abraçava la part oriental del posterior districte de Muttra; el 1832 la capital fou transferida a Muttra o Mathura, que des del 1803 era campament militar o cantonment i el districte fou reorganitzat. El temple de Dwarkadeesh dedicat a Krishna fou construït el 1815 per Seth Gokuldas Parikh, tresorer de Gwalior. Els banquers Seth, especialment Mani Ram i Lakshmi Chand, van dominar les finances de la zona i van tenir residència a Mathura gran part del segle xix, però havien fet fallida al final del segle. La municipalitat fou formada el 1866.

### Llocs interessants a la ciutat
- Krishnajanmabhoomi
- Temple de Dwarikadheesh
- Durvasa Rishi Ashram
- Kans Tila
- Sri Keshavji Gaudiya Matha
- Vishram Ghat (a la vora del riu Yamuna, la principal escala d'accés d'un total de 25)
- Bhooteshwar Mahadev Mandir

### Llocs interessants a l'entorn de Mathura
- Ciutat bessona de Vrindavan
- Temple Banke Bihari
- Temple Rang ji
- Temple Iskcon
- Barsana
- Nandgaon
- Gokul
- Baldeo
- Govardhan
- Radha Kund
- Mant
- Bharatpur (ciutat)
- Agra
- Alwar (ciutat)
- Deeg o Dig
- Santuari d'ocells a Kitham (districte d'Agra)
- Raya

## Galeria

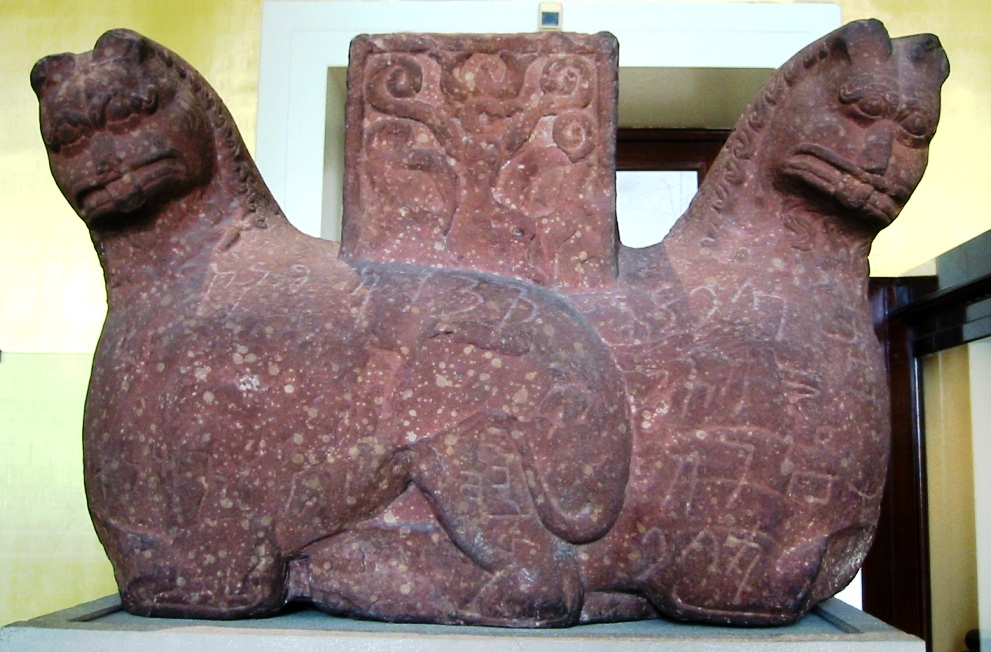
L'objecte indoescita conegut com a Mathura lion capital del segle I
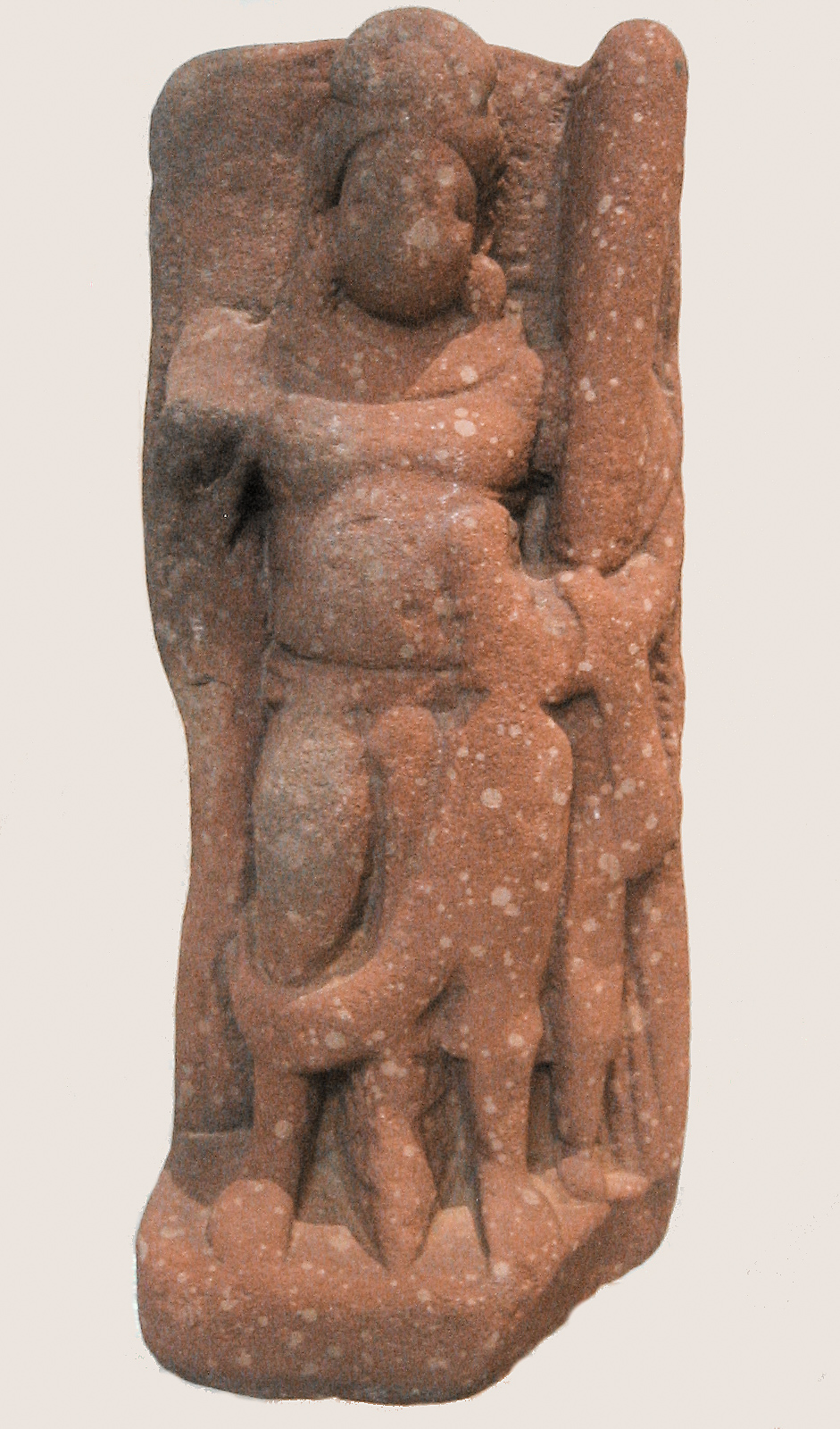
Yaksa, segle I-II
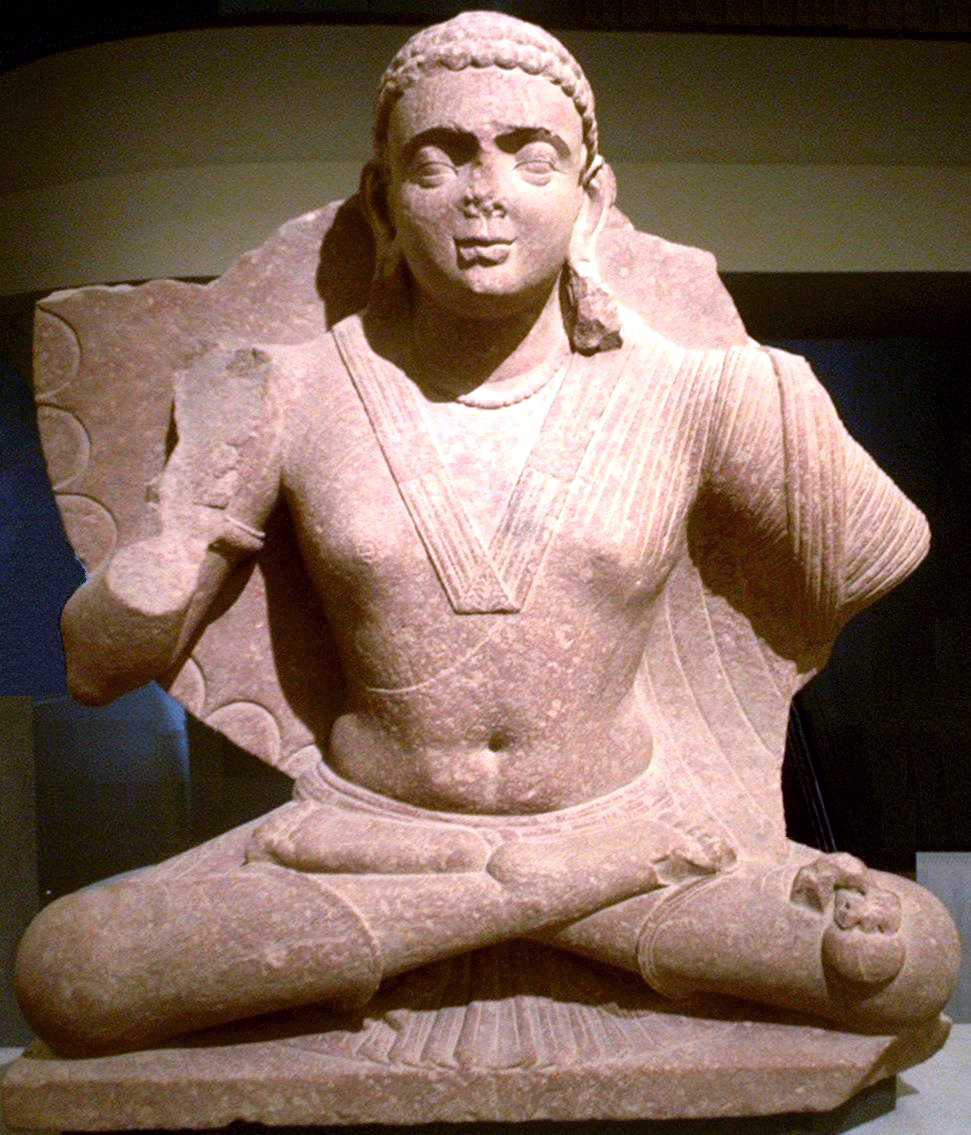
Bodhisattva Maitreya, art del segle II